# Чорна курка, або Підземні жителі
«Чорна курка, або Підземні жителі» (рос. «Чёрная курица, или Подземные жители») — український радянський художній фільм 1980 року, створений за мотивами однойменної повісті-казки Антонія Погорєльського.

## Сюжет
Незвичайна історія хлопчика Алєксєя Ланського, який потрапляє до Петербурзького пансіону дітей дворянства Росії XVIII століття. Він гостро відчуває там свою самотність. Граючись з курками, що жили у дворі, він особливо прив'язався до Чорнушки. За те, що одного разу він врятував її від кухарки, лагідному мрійнику дозволили потрапити до казки. Щоночі хлопчик, який залишився без батьківської ласки та ніжності, тікає з пекла свого пансіону, де панують дисципліна, грубість та доноси, у чарівний світ — світ, куди дитина втікає від реалій життя. Чорна курка перетворюється на посланця світу мрій та лицарських легенд. Там живе Добро, що тримається на списові казкового принца. Олексій та принцеса, що дивовижно схожа на його кохану матінку, знаходяться там під охороною принца. Хлопчику також дається надзвичайний дар до швидкого опанування науками. У цьому він так відзначився, що сама імператриця відправляє до пансіону інспектора — поглянути на диво-учня.
Тема «Чорної курки» — болісне прощання з дитинством, з мрією, через жорстокий дотик реальності, через зраду і спокутування провини. Це пізнання дорослого світу, де немає гармонії, де є добро і зло, де є невблаганність вибору.
Віктор Гресь про фільм: «Дитинство — це те джерело, з якого людина невпинно живить свою душу. У кожному з нас є така внутрішня криниця — туди збирається все, що нас глибоко вражає. Ілюзією є те, ніби ми згадуємо якісь сюжети, перипетії, — ні. Згадуються миті, що або ранили вашу душу, або вразили — болем, радістю, чим завгодно, — і все одно це є благісним для душі».
Особливу увагу привертають до себе майстерні візуальні знахідки та прийоми: використання контрасту як сполучного елемента сну головного героя: переходи в одному кадрі від однієї до іншої пори року, повторення фінальної сцени, швидкоплинність видінь тощо. Декорації пансіону, збудованого художником Левченком на студії Довженка, вражають на екрані не менше, ніж вони вражали тих, хто бачив це на власні очі у павільйоні. Надзвичайно вдале музичне оформлення фільму композитором Олегом Каравайчуком органічно поєднує кришталевий передзвін клавесину (з використанням творів Джованні Перголезі) та математичний ритм маршів.
Фільм зарахований до категорії дитячих фільмів, але через його мистецьку фактуру та високий інтелектуальний запит, за правом може вважатися зверненням до дорослої глядацької аудиторії.

## Актори
- Віталій Сідлецький — Альоша Ланської (озвучила М. Корабельникова)
- Лариса Кадочникова — матінка
- Аристарх Ліванов — татонько
- Альберт Філозов — Іван Карлович
- Володимир Кашпур — Кобилкін
- Валентин Гафт — Дефорж
- Євген Євстигнєєв — батюшка
- Людмила Сосюра — Дарія Петрівна
- Альоша Черствов — Мефодій
- Віолета Жухимович — Трина
- Микола Сектименко — Єгор
- Вихованці пансіону: А. Артеменко, І. Астапович, Кирило Батурин, А. Борзам, Марко Гресь, С. Звонцов, Никаноров, І. Позняк, А. Проявко, Д. Уколов, Д. Чепусов, С. Чернецький
- В епізодах: Алла Калюжна, Володя Назаренко, Анатолій Столбов, Володимир Сошальський, Ельвіра Осипова

## Знімальна група
- Сценарист: Тимур Зульфікаров
- Режисер-постановник: Віктор Гресь
- Оператори-постановники: Андрій Владимиров, Павло Степанов
- Художник-постановник: Олексій Левченко
- Композитор і диригент: Олег Каравайчук
- Режисер: Михайло Шаєвич
- Оператор: М. Бердичевський
- Звукооператор: Рема Крупєніна
- Художники по костюмах: Галина Фоміна, Даґмара Сєлецька
- Художник-гример: Людмила Семашко
- Художник-декоратор: Євген Пітенін
- Майстер по світлу: В. Нечаєв
- Комбіновані зйомки:
  - оператор: Л. Полікашкін
  - художник: Л. Холмов
- Балетмейстер: В. Бутримович
- Каскадери групи «Скіфи»: Олег Коритін, В. Зайцев, Микола Сисоєв
- Відеозапис: І. Пономарьов, А. Храпко, Г. Горбаренко, А. Кокуш, В. Горовцов
- Редактор: Катерина Шандибіна
- Монтажер: В. Ареф'єва
- Фотограф-художник: Олександр Бронштейн (немає в титрах)
- Директор картини: Віктор Антонченко
- Естонський ансамбль старовинної музики «Hortus Musicus[en]»
- У фільмі використані фрагменти з творів Джованні Перголезі

## Нагороди
- 1981 — Головний приз XII Московського МКФ у конкурсі фільмів для дітей та юнацтва
- 1981 — Головний приз ВКФ у Вільнюсі «За найкращий фільм для дітей та юнацтва» і Спеціальний приз Віталію Сідлецькому «За найкращу дитячу роль»
- 1981 — Спеціальний приз глядацького журі та журі старшокласників «Наймудрішій казці» на Московському ВКФ «Казка»
- 1982 — Приз журі МКФ у місті Джифоні (Італія)
- 1982 — Спеціальний приз журі «За якість, багатство постановки та художню довершеність» на Міжнародній зустрічі дебютних фільмів і незалежного кіно ім. Анрі Ланґлуа в Турі (Франція)
- 1983 — Ґран-прі юних глядачів Міжнародної федерації кіноклубів у Пуатьє (Франція)